# The Black Tomato
The Black Tomato is het derde studioalbum van het Deens-Zweedse ensemble Øresund Space Collective. Het album is tot stand gekomen uit een aantal jamsessies in de Black Tomato-studio van de band in Kopenhagen.

## Productie
Het album bestaat uit drie nummers; RumBle, The Black Tomato en Viking Cleaner. De eerste twee zijn opgesplitst in meerdere tracks op de cd. De nummers komen uit in totaal 150 minuten aan jamsessies. Van die sessies werd ook een tweede album samengesteld, de opvolger van The Black Tomato die Inside Your Head is geheten.

## Ontvangst
Hans Ravenbergen van ProgWereld noemde het album "geestverruimende lekkernij". Hij merkte "spacy klanken" en sequencing op maar ook stevig gitaarspel. George Fustos van Metal Express Radio gaf het album een 9.

## Nummers
| Nr. | Titel            | Duur  |
| --- | ---------------- | ----- |
| 1.  | RumBle           | 38:35 |
| 2.  | The Black Tomato | 32:04 |
| 3.  | Viking Cleaner   | 6:28  |

## Personeel

### Bezetting
- Søren Holm Hvilsby – slagwerk;
- Michael Kroglund – basgitaar;
- Jocke Jönsson – basgitaar en effecten;
- Tobbe Wulff, Magnus Hannibal en Sebastian Wellander – gitaar en effecten;
- Scott Heller (Dr. Space) en Ola Eriksson - synthesizers;
- Mogens Pedersen - elektronisch orgel;
- Artyon Savichsky – spreekstem in RumBle

### Productie
- Hendrik Udd, mix en master